# Vasas Sport Club (pallavolo femminile)
Il Vasas Sport Club è una società pallavolistica femminile ungherese con sede a Budapest: sezione dell'omonima polisportiva, milita nel campionato di Extraliga.

## Storia
Il Vasas Sport Club viene fondato nel 1961 accedendo nella massima divisione ungherese e vincendo immediatamente la Coppa d'Ungheria; la vittoria del primo scudetto risale alla stagione 1988-89.
A partire dalla metà degli anni 2000 la squadra si conferma ai vertici, riportando numerose vittorie, sia del campionato che della coppa nazionale; nella stagione 2021-22 si aggiudica per la prima volta la Middle European League.

## Rosa 2022-2023
| N° | Nome               | Ruolo | Data di nascita   | Nazionalità sportiva |
| -- | ------------------ | ----- | ----------------- | -------------------- |
| 1  | Adrienn Vezsenyi   | O     | 15 ottobre 1997   | Ungheria             |
| 2  | Alíz Kump          | C     | 11 novembre 2003  | Ungheria             |
| 4  | Fanny Fábián       | P     | 19 settembre 1994 | Ungheria             |
| 5  | Taylor Bannister   | O     | 7 settembre 1999  | Stati Uniti          |
| 7  | Kata Török         | S     | 26 maggio 1998    | Ungheria             |
| 8  | Anna Szalai        | L     | 20 agosto 2000    | Ungheria             |
| 9  | Dalma Juhár        | L     | 14 ottobre 1999   | Ungheria             |
| 10 | Ol'ha Skrypak      | P     | 28 dicembre 1996  | Ucraina              |
| 11 | Orsolya Papp       | C     | 18 luglio 1997    | Ungheria             |
| 12 | Mira Märcz         | P     | 20 marzo 2004     | Ungheria             |
| 12 | Alinda Stankovics  | L     | 2 marzo 2004      | Ungheria             |
| 14 | Cecília Jámbor     | S     | 14 aprile 2006    | Ungheria             |
| 15 | Karolína Fričová   | S     | 29 aprile 2000    | Slovacchia           |
| 17 | Julija Bojko       | S     | 12 aprile 1998    | Ucraina              |
| 17 | Sophia Nagy        | C     | 4 aprile 2006     | Ungheria             |
| 18 | Ayşən Əbdüləzimova | C     | 11 aprile 1993    | Azerbaigian          |
| 20 | Evelin Rieder      | C     | 21 maggio 2004    | Ungheria             |
| 21 | Mirtill Erőss      | O     | 30 aprile 2006    | Ungheria             |
| 23 | Zsófia Imre        | S     | 26 novembre 2004  | Ungheria             |

## Palmarès
- Campionato ungherese: 9

1988-89, 2004-05, 2007-08, 2011-12, 2012-13, 2018-19, 2021-22, 2022-23, 2023-24
- Coppa d'Ungheria: 16

1981, 1983, 1990, 1990-91, 2004-05, 2005-06, 2007-08, 2008-09, 2011-12, 2012-13,
2013-14, 2014-15, 2019-20, 2021-22, 2022-23, 2023-24
- Middle European League: 1

2021-22